# テトラヘプタコンタン
| テトラヘプタコンタン | テトラヘプタコンタン |
| -------------------- | -------------------- |
| CH3(CH2)72CH3        |                      |
| IUPAC名              | テトラヘプタコンタン |
| 分子式               | C74H150              |
| 分子量               | 1039.9828            |
| CAS登録番号          | 7667-85-8            |

テトラヘプタコンタン (Tetraheptacontane) とは、直鎖状のアルカンの1種。炭素原子が74個、分岐することなく一列に連なっている。分子式はC74H150。分子量は1039.9828。